# Mała pętla bieszczadzka

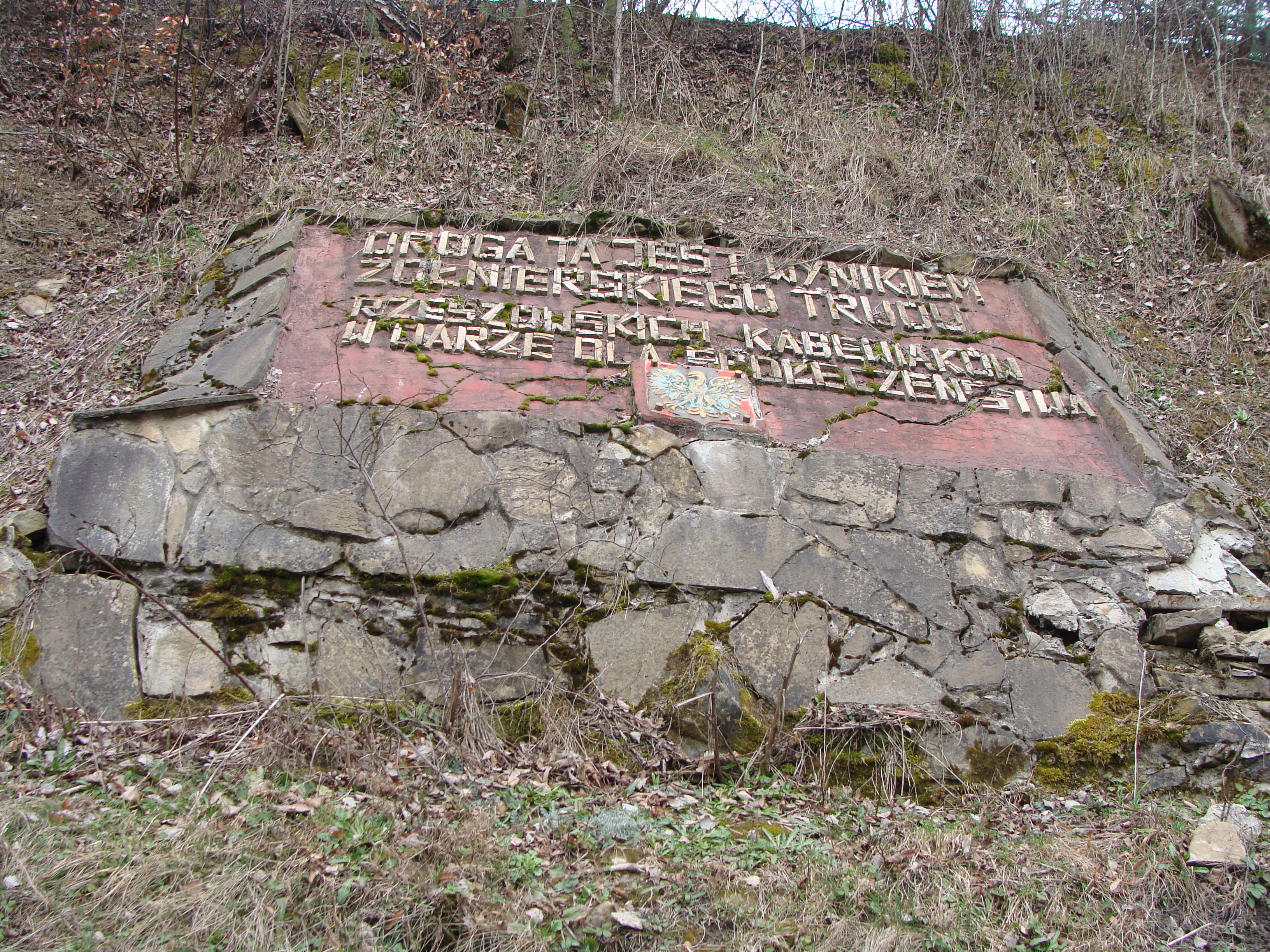
Płyta upamiętniająca budowę drogi w Bieszczadach przez żołnierzy rzeszowskiej jednostki Korpusu Bezpieczeństwa Wewnętrznego.

Mała pętla bieszczadzka – potoczna nazwa samochodowej i rowerowej trasy turystycznej w polskiej części Bieszczadów i Gór Sanocko-Turczańskich. 
Za punkt startowy małej pętli bieszczadzkiej uważa się Lesko. Odcinki trasy są następujące: 
- droga wojewódzka nr 894: Lesko – Hoczew – Polańczyk – Czarna Górna,
- droga wojewódzka nr 896: Czarna Górna – Ustrzyki Dolne,
- droga krajowa nr 84: Ustrzyki Dolne – Lesko.

Długość małej pętli bieszczadzkiej wynosi 99 km. Droga ma wiele odcinków z pięknymi widokami na góry i łączy miejscowości obfitujące w zabytki i atrakcje turystyczne. Przebiega przez Ciśniańsko-Wetliński Park Krajobrazowy, Park Krajobrazowy Doliny Sanu i Park Krajobrazowy Gór Słonnych. 
Mała pętla bieszczadzka pokrywa się częściowo z wielką pętlą bieszczadzką.